# V1401 Aquilae
Désignations
V1401 Aquilae est une étoile variable semi-régulière de la constellation de l'Aigle. Elle a comme autre désignation HD 190390 dans le catalogue Henry Draper, et était autrefois nommée 64 Sagittarii. Le statut évolutif de l'étoile n'est pas clair, et elle a été classée comme un objet post-AGB, plus précisément une étoile variable de type UU Herculis ou comme appartenant aux variables de type W Virginis des céphéides de type II. Elle est faiblement visible à l'œil nu avec une magnitude apparente qui fluctue autour de 6,38. D'après les mesures de la parallaxe, elle se situe à une distance d'environ ∼ 2 380 a.l. (∼ 730 pc) du Système solaire. Elle se trouve à 21,5° du plan galactique.

## Variabilité
La variabilité de l'étoile a été annoncée par Wolfgang Strohmeier et al. en 1965. Christoffel Waelkens et Michel Burnet ont trouvé en 1985 une variation photométrique irrégulière avec une période d'environ un mois et ont suggérée qu'il s'agissait d'une étoile variable de type UU Herculis candidate. En 1986, John Donald Fernie a confirmé la variabilité et a provisoirement identifié des périodes de 28,4 et 11,8 jours. Il a trouvé une gravité très faible avec des caractéristiques semblables à des « coquilles », suggérant une perte de masse potentielle. Une analyse de sa composition chimique par Richard Earle Luck et al. en 1990 a révélé une légère surabondance des éléments issus du processus s ainsi que du lithium, indiquant qu'elle pourrait avoir évolué à partir d'une géante riche en lithium.

## Type spectral
Le type spectral de l'étoile est F2II, correspondant à une géante lumineuse de type F. Il existe des preuves solides que cette étoile appartient aux céphéides de type II, et il pourrait s'agir d'une variable de type W Virginis. Sur le diagramme de Hertzsprung-Russell, elle se trouve sur le côté bleu (donc le côté chaud) de la bande d'instabilité des céphéides pour les étoiles de population II. Une appartenance à la classe des variables de type UU Herculis semble moins probable car elle a une vitesse radiale relativement normale et aucun excès infrarouge n'a été détecté. La période de pulsation de 28,6 jours a été confirmée, mais le comportement pulsationnel de cette étoile est complexe et n'est pas modélisable à l'aide d'une simple pulsation radiale sur le mode harmonique.
L'étoile est fortement déficiente en métaux d'un facteur 40, ce qui signifie que l'abondance des éléments plus lourds que l'hélium est beaucoup plus faible que dans le Soleil. Il y a une légère surabondance en éléments issus du processus s, bien que cela ne soit pas considéré comme intrinsèque. Certains chercheurs ont soupçonné que l'étoile était à un stade évolutif postérieur à la branche asymptotique des géantes, mais cela ne se vérifie pas en utilisant les abondances chimiques.